# Tridensa sulawensis
Tridensa sulawensis är en nässeldjursart som beskrevs av Hissman 2004. Tridensa sulawensis ingår i släktet Tridensa och familjen Rhodaliidae. Inga underarter finns listade i Catalogue of Life.